# Kamrat Mördare
Kamrat Mördare (engelska: From Russia with Love) är den femte i en serie romaner om agenten James Bond, skrivna av Ian Fleming. Boken kom ut på engelska första gången 1957, och filmades som Agent 007 ser rött med Sean Connery 1963.

## Handling
Som hämnd för att James Bond har dödat Le Chiffre (Casino Royale) och Mr. Big (Leva och låta dö), skapar ryssarna en intrikat plan för att locka iväg Bond från Storbritannien och döda honom. Lockbetet är en splitterny Spektor-kodmaskin, och för att se till att det just blir Bond som ska hämta den, får en ung ryska i uppdrag att låtsas ha blivit kär i Bond bara genom att se hans foto och vilja hoppa av - och lova att ta med Spektorn.
I Turkiet där bytet ska ske får Bond hjälp av turk-brittiske agenten Kerim Bey för att snoka reda på om Romanova menar allvar. Men i Turkiet finns flera krafter, och till slut blir det upp till den lönnmördare som är utsedd att ta hand om Bond, att rädda honom.

## Rollfigurer (i urval)
- James Bond
- Kerim Bey
- Tatiana Romanova
- Red Grant
- Rosa Klebb
- M

## Produktion och bearbetningar
Den här boken innebar starten för Bond-febern, när president John F Kennedy placerade den som en av sina favoritböcker.
Boken var på sätt och vis ett experiment för Ian Fleming, i och med att nästan en tredjedel av boken skildrar lönnmördaren Grants rörelser.

### Serieversion
Mellan januari och maj 1960 gavs Kamrat Mördare ut som tecknad serie i tidningen Daily Express. Romanen adapterades av Henry Gammidge och ritades av John McLusky. Serien har senare återpublicerats i såväl album som den svenska tidningen James Bond Agent 007.